# 尤珍娜·華盛頓
尤珍娜·華盛頓（英語：Eugena Washington；1985年10月8日—），美國模特兒。尤珍娜是《全美超級模特兒新秀大賽》第七季的第三名。

## 比賽之前
在比賽之前，尤珍娜下定決心要當模特兒，所以她走遍了多間模特兒經紀公司，但是她多次被拒絕，最後她決定參加《全美超級模特兒新秀大賽》。

## 全美超模新秀大賽
尤珍娜在《全美超模新秀大賽》選角會見評判那集，向評判說她不喜歡上一輯（第六季）的女孩，特別是崔真娜，尤珍娜說真娜太天真了。
在第一集，尤珍娜拍攝的主題是扮演「入行後想轉換成白人的黑人模特兒」，評判對尤珍娜的評價是：「姿勢擺得很好，可是表情和眼神很空洞。」後來數集，評判亦多次發現尤珍娜的表情和眼神沒有改善，故尤珍娜先後和夢妮（Monique）和寶琪（Brooke）進入了包尾二人。尤珍娜得到了兩次機會。但另一方面，尤珍娜擺的姿勢多次得到好評價，在第五集尤珍娜更加勝出了擺姿勢的小挑戰。
第二集尤珍娜勝出了CoverGirl的挑戰，尤珍娜選取了和嘉莉迪（CariDee）及芝黛（Jaeda）一同拍攝CoverGirl Queen 化妝品系列網站的廣告。
第十一集，尤珍娜在拍攝「鬥牛勇士」大為出色，在那集尤珍娜更首名入圍，「鬥牛勇士」更是她的成名作。
第十三集，尤珍娜拍攝的CoverGirl廣告和硬照雖然得到了評判好的評價，但是泰雅有點質疑：「她是否真的想當模特兒？」因為這個問題，最後尤珍娜被淘汰出局。成為了第七季的第三名。
在比賽期間，尤珍娜和嘉莉迪、夢妮最友好。尤珍娜不喜歡梅露絲·畢卡史達夫，尤珍娜認為梅露絲很虛偽。

## 模特兒事業
尤珍娜在比賽後和洛杉磯分部的Photogenics Agency簽約，她最近接過的大型工作有：與R&B歌手马里奥合作的Southpole（服裝品牌）的硬照廣告，尤珍娜除了在Southpole的網站上出現，在紐約市時報廣場外亦有她的廣告牌，尤珍娜成為了《全美超模新秀大賽》第七季唯一一位能登上廣告牌的模特兒。
尤珍娜亦在洛杉磯時裝週（2007年秋季／冬季Ready-to-Wear）的多個不同的時裝品牌中走秀，包括有：Anthony Franco、Christian Audigier、Kevan Hall、Rami Kashou、Yana K。她走過的時裝展包括：Directives West and Paris Hilton Sportswear Fall 2007、YMI Jeanswear Bi-Annual Fashion Show。
尤珍娜亦在《Seventeen》、《Teen Vogue》雜誌中出現過。

## 外部連結
- 尤珍娜·華盛頓在互联网电影资料库（IMDb）上的資料（英文）
- 尤珍娜·華盛頓的MySpace主頁
- 尤珍娜的相冊 （页面存档备份，存于）
- 模特兒經紀公司上的個人資料